# Castellvell del Camp
Castellvell del Camp est une commune de la province de Tarragone, en Catalogne, en Espagne, de la comarque de Baix Camp.

## Géographie

### Communes limitrophes
Les communes limitrophes sont  Almoster, Aleixar et Reus.

## Histoire
Marquisat de Castellvell